# Liebhartstal
Das Liebhartstal ist ein Tal im Bereich des Gallitzinberges in Wien und Quellgebiet des Ottakringer Bachs. Die Bezeichnung dürfte bis ins 14. Jahrhundert zurückgehen (damals „Liebhartsgraben“).
Bis nach der Wende zum 20. Jahrhundert war es ein beliebtes Ausflugsziel für die Wiener mit zahlreichen Wirtshäusern und Heurigen. Besonders bekannt war die Gaststätte der Familie Matauschek, die in der Geschichte des Wienerliedes eine wesentliche Rolle spielte.
Viele Perlmuttdrechsler versahen in der Gegend ihr Handwerk; der Unterbau der Gallitzinstraße bestand bei deren Bau teilweise aus Perlmuttabfall, sie wurde daher sogar scherzhaft als „Perlmuttstraße“ bezeichnet.
Der letzte Bürgermeister von Ottakring, Anton Zagorski (1838–1902; Bürgermeister 1881–1891) errichtete sich 1886 eine repräsentative Villa im Liebhartstal (Gallitzinstraße 90/Gerunggasse 1). Der österreichische Maler Oskar Kokoschka kaufte in den 1920er Jahren ein Haus im Liebhartstal, in dem er sich zeitweise aufhielt. Zumindest vier seiner Werke stellen das Liebhartstal dar.
Heute ist das Liebhartstal eine ruhige Wohngegend am Rande des Wienerwaldes. Die 1886 oberhalb des Talschlusses errichtete Villa Novak, vulgo „Ganserlburg“, steht unter Denkmalschutz (Listeneintrag). Die Villa Zagorski wurde vor einigen Jahrzehnten geschleift, an ihrer Stelle befinden sich nun Eigentumswohnungen.
Nordseitig oberhalb des Liebhartstals liegt das Schloss Wilhelminenberg.
Das Liebhartstal ist zentraler Handlungsort der Traumnovelle von Arthur Schnitzler.